# Euplectrus fulvicoxis
Euplectrus fulvicoxis is een vliesvleugelig insect uit de familie Eulophidae. De wetenschappelijke naam is voor het eerst geldig gepubliceerd in 1941 door Ferrière.